# Une femme sans préjugés
Une femme sans préjugés (en russe: Jenchtchina bez predrassoudkov) est une nouvelle d’Anton Tchekhov parue en 1883.

## Historique
Une femme sans préjugés est publiée dans la revue russe Le Spectateur, no 11, du 10 février 1883, sous le pseudonyme A.Tchekhonte.

## Résumé
Maxime Salutov, trente ans, est une force de la nature dont tous craignent les colères. Pourtant, face à Hélène Gavrilovna, il pâlit : il aime la jeune fille et en est aimé en retour. Mais il a dans son passé un épisode dont il n’est pas fier et qui l’empêche d’être heureux.
Maxime fait pourtant sa demande en mariage aux parents d’Hélène, elle est acceptée. Hélène est folle de joie, mais Maxime s’accable de reproches : que va-t-elle dire quand elle saura ?
Vient le jour de la noce, seuls dans la chambre nuptiale, Maxime prend son courage à deux mains et avoue à Hélène qu’enfant et pendant vingt ans, il a été clown dans un cirque. Hélène part d'un rire hystérique, le serre dans ses bras et le couvre de baisers.
Le lendemain matin, le couple fait tellement de bruit que le père d’Hélène vient aux nouvelles : il découvre Maxime faisant des sauts périlleux sous le regard resplendissant de bonheur d’Hélène.

## Adaptation au théâtre
Une femme sans préjugés, adaptation théâtrale de Monique Lancel, créée et publiée en 2019.  